# (29591) 1998 FK121
A (29591) 1998 FK121 egy kisbolygó a Naprendszerben. A LINEAR projekt keretében fedezték fel 1998. március 20-án.